# Ярва-Яани (волость)
Я́рва-Я́ани (эст. Järva-Jaani) — бывшая волость в Эстонии в составе уезда Ярвамаа.

## Положение
Площадь волости — 126 км², численность населения на 1 января 2010 года составляла 1760 человек.
Административным центром волости был посёлок Ярва-Яани. Помимо этого на территории волости находилось ещё 9 деревень.